# Dominikanermuseum Rottweil
Das Dominikanermuseum Rottweil ist ein kunsthistorisch und archäologisch ausgerichtetes Museum in Rottweil.

## Geografische Lage
Das Dominikanermuseum Rottweil nimmt das Gelände des ehemaligen Dominikanerklosters Rottweil ein.

## Struktur
Das Dominikanermuseum Rottweil ist Zweigmuseum zweier baden-württembergischer Landesmuseen, des Landesmuseums Württemberg in Stuttgart und des Archäologischen Landesmuseums Baden-Württemberg in Konstanz.

## Geschichte
Das Museum wurde 1992 mit einem Neubau an der Stelle von Klausurbauten des ehemaligen Dominikanerklosters Rottweil eröffnet. Die dabei eingerichtete Ausstellung zur Arae Flaviae verantwortete das Landesmuseum Württemberg. 2003 ging die Zuständigkeit dafür an das Archäologische Landesmuseums Baden-Württemberg über und wird seitdem dort als Zweigmuseum betrieben. 2010/2011 wurde die Dauerausstellung zur römischen Epoche überarbeitet und neu präsentiert.

## Ausstellung
Die Dauerausstellung gliedert sich in drei Bereiche:
- Die Ausstellung zur Arae Flaviae behandelt die römische Geschichte Rottweils. Besonders sehenswert ist das Orpheus-Mosaik. Ausgestellt sind sowohl Altfunde aus der römischen Vergangenheit von Rottweil als auch Funde der Ausgrabungen des Landesamtes für Denkmalpflege Baden-Württemberg. Diese Ausstellung fällt in den Zuständigkeitsbereich des Archäologischen Landesmuseums Baden-Württemberg und umfasst eine Ausstellungsfläche von 600 m².[4]
- Die Sammlung Sakrale Kunst des Mittelalters entstand aus der Sammlung von Georg Martin Dursch, einer Sammlung mittelalterlicher Gemälde und Skulpturen. Diese Ausstellung fällt in den Zuständigkeitsbereich des Landesmuseums Württemberg.
- Eine Ausstellung zu zeitgenössischer Kunst.

Die Stadtgeschichte Rottweils wird im Stadtmuseum Rottweil dargestellt.